# Сан Кристобал (департамент)
Сан Кристобал е департамент в Аржентина, разположен в провинция Санта Фе с обща площ 14 850 км2 и население 64 935 души (2001). Главен град е Сан Кристобал.

## Административно деление
Департамента е съставен от 32 общини.